# فرت رنسم (داکوتای شمالی)
فرت رنسم(به انگلیسی: Fort Ransom) شهری در ایالت داکوتای شمالی کشور ایالات متحده آمریکا است که جمعیت آن در سرشماری سال ۲۰۱۰ میلادی، ۷۷ نفر بوده‌است.